# Skarbówka Poszmanówka
Skarbówka Poszmanówka (lub Poszmianówka) – część dzielnicy administracyjnej Jaroty w Olsztynie. Obejmuje południowo-wschodnie krańce dzielnicy Jaroty. Obejmuje ulice takie jak Bajkowa, Kubusia Puchatka, Bolka i Lolka, a także Witosa. Osiedle położone jest przy lesie.